# Mieke (standbeeld)
Mieke is een beeld in de Nederlandse plaats Berlicum. Het beeld is ontworpen door René Pullens uit Gemert. Op 20 juni 1980 werd het standbeeld opgeleverd. 'Mieke' is een standbeeld van een meisje met een konijn in haar hand. Dit staat symbool voor een opgroeiend kind. Enerzijds neemt ze door het konijn vast te houden een beschermende houding naar haar omgeving aan, anderzijds zoekt ze hiermee naar geborgenheid. Het bronzen beeld staat vlak bij de Theresiaschool, een rooms-katholieke basisschool in Berlicum. Vanwege de symboliek van het beeldhouwwerk is het beeld bewust nabij een school geplaatst. Het beeld is dan ook verwerkt in het logo van de Theresiaschool.
In 2011 maakte het beeld een verhuizing van de Schoolstraat naar het Braakven in de nieuwbouwwijk Schuurkerkpad. De Theresiaschool maakte dezelfde verhuizing al in 2007.